# Фоменко Олександр Васильович
Олекса́ндр Васи́льович Фоме́нко (нар. 1975 — 15 грудня 2018) — український військовий, льотчик 39-ї бригади тактичної авіації, кавалер Ордена за мужність, учасник війни на Донбасі (2014)

## Біографія
Народився 1975 року на Сумщині. У 1996 році закінчив Харківський інститут льотчиків. Під час військової кар'єри освоїв літаки МіГ-29 і Су-27. Загальний наліт 482 години.
Льотчик 1-го класу, начальник повітряно-вогневої і тактичної підготовки 39-ї бригади.
| Емблема Збройних сил України | Це незавершена стаття про військовослужбовця Сил оборони України. Ви можете допомогти проєкту, виправивши або дописавши її. |